# Gadje gnezdo
'Gadje gnezdo' je najboljša daljša proza Vladimirja Levstika. Zasnoval jo je spomladi 1917, pisal pa novembra in decembra 1917 ter januarja 1918. 

## Povzetek
Osrednji literarni lik je vdova Kastelka, ki je podoba naravne, neuklonljive, surove, a srčno dobre ženske, ki gara, preklinja ter živi samo za kmetijo in gade, kakor sama imenuje svoje tri sinove. Mož pijanec je gospodarstvo pripeljal na rob propada, ona pa ga je z nečloveškimi napori obnavljala in reševala. Za to je najela posojilo pri bogatem sosedu, sicer tudi prijatelju Galjotu, tujega trgovca Petschniga, ki je terjal posestvo, pa nagnala. Otroke je izšolala in vzgojila v narodno zavedne izobražence, Jože in Janez pa sta se intimno povezala z Galjotovima hčerama, Jelo in Zinko. V deželo pa je prihrumela vojna. Starejša Kastelkina otroka, Jožeta in Toneta, so mobilizirali v avstrijsko vojsko. Prvi je umrl v Galiciji, drugi pozneje ob Soči. Kastelka je iskala tolažbo pri zemlji, a je ni našla, zato je pretrgala stike z njo in z vsemi bližnjimi in se zaprla v svoje domovanje. 
Najmlajši sin je bil interniran po ovadbi trškega mogotca (pisateljev avtobiografski motiv). Iz taborišča se je vrnil na smrt bolan. Na videz neranljivo, železno ženo je že smrt prvega sina močno prizadela. Njena energija in življenjska vedrina se je preobrnila v obup, otopelost, skoraj blaznost. Pripisovala si je krivdo za vso nesrečo svojih otrok, zato je skoraj napravila samomor, saj je verjela, da se mora žrtvovati za sinovo življenje. Le tako bi premagala nevidno silo, ki je prisotna povsod okoli nas. Ravno pred izvršitvijo pa se ji je ta sila razodela v podobi Jezusa Kristusa, ki jo je preusmeril od egocentrične ljubezni v vero. Janezevo zdravje se je na začudenje vseh resnično izboljšalo in tako je Kastelka znova našla smisel življenja. Imela je komu prepustiti domačijo, ki je bila plod njenega garanja, ko pa je dočakala še svobodo domovine, je mirno umrla. 

## Glavne osebe
- Mana Kastelec - podoba neuklonljive, trmoglave, poštene ženske, ki ji smisel življenja pomenita grunt in njeni sinovi
- Jože Kastelec - najstarejši sin, izbranec Jele Galjot, nesojeni naslednik Kastelškega grunta, umre v Galiciji
- Tone Kastelec - srednji sin, preživi fronto v Galiciji, se prostovoljno poda na soško fronto, kjer izkaže neverjeten pogum
- Janez (Benjamin) Kastelec - najmlajši sin, izbranec Zinke Galjot, nepravično interniran v koncentracijsko taborišče kot nacionalni radikalist, po več letih se hudo bolan vrne in okreva
- sosed Galjot - prijatelj in občudovalec Mane, premožen sosed, vedno pripravljen pomagati Kastelčevim, ne izgubi upanja, ko ga izgubi Kastelka
- Jela Galjot - radoživa, uživa življenje, po smrti Jožeta neuspešno izvede samomor, nato se spogleduje z vsakim oficirjem, ki pride v vas
- Zinka Galjot - Jelino nasprotje, vdana, zvesta, skromna, prenaša trpljenje
- Petschnig - trški trgovec, simbol grabežljivosti in prehajanja slovenske zemlje v tuje roke, želi se polastiti grunta, spravi Janeza za zapahe

## Kraj dogajanja
Za prizorišče je Vladimir Levstik izbral slovensko vas, ki jo pretresa prva svetovna vojna. Gre za Št. Andraž nad Polzelo, kraje avtorjeve prve mladosti. Razčlenjenost pokrajine, prometnice, potok (Ložnica), bližnji trg z usnjarno (Šoštanj) in trg s premogovnikom (Velenje) sicer niso poimenovani, a so razložljivi. Mesto s tlakovanim trgom in s kipom na podstavku pred kasarno, je Celje s takratnim trgom Jožefa II., s cesarjevim kipom in mestno kasarno. Za določeno pokrajino se je odločil podzavestno. Čeprav bi se Savinjčanom rad čim prej umaknil, je pokrajina vendarle vplivala nanj, saj jo je iz dneva v dan gledal. 

## Motivi
- Kastelka - z njenim bojem za otroke in zemljo je v naši literaturi tako samonikla, elementarna, pretresljiva in monumentalna, da jo literarna zgodovina postavlja ob stran sorodnih Prežihovih, čeprav le-te pripadajo proletarski družbeni plasti. Kastelka in zemlja sta v romanu pravzaprav eno, sta bitje, ki bije z istim srcem. Kastelki je dal marsikatero potezo svoje matere, ki ji je delo tudi posvetil.
- Zlobni kapitalizem - utelešuje ga Petschnig, ki predstavlja vdor tujega kapitala
- Agonija Avstro-Ogrske - grobarka tisočev življenj, ječa narodov
- Materinska ljubezen - Kastelkin smisel življenja je ustvariti kar najboljše razmere za prihodnost svojih sinov, zato se po njihovi smrti njen svet sesuje v prah
- Narodna zavednost - sami moramo gospodovati svoji zemlji
- Koncentracijsko taborišče - avtobiografski motiv, Levstik je delo pisal v koncentracijskem taborišču

## Slog pisanja
Roman je napisan v neenotnem stilu. Realizem izzveni v čustveno mehko in ponekod celo mistično neoromantiko, proti koncu pa se zdi, da psihološko in estetsko nekoliko upade. Pisatelj posveča vidno skrb jeziku: zapiše besedo v štajerski glasovni podobi, za kmečko okolje rad uporablja ljudska rekla, ima pa tudi nekaj uspelih lastnih tvorb. 
Gadje gnezdo je v odločilnem letu 1918 odigralo pomembno vlogo v krepitvi slovenskega narodnega ponosa.